# Tr’ondëk-Klondike
Tr’ondëk-Klondike ist eine Gruppe von acht geschützten Gebieten in der Gemeinde Dawson sowie deren Umland im kanadischen Yukon-Territorium.
Die acht historischen Stätten liegen im traditionellen Siedlungsgebiet der Tr’ondek Hwech’in First Nation, einer Gruppe der Hän. Deren traditioneller Lager- und Fischplatz Tr’ochëk („Mündung des Klondike River“) lag am Zusammenfluss von Yukon River und Klondike River. Ab 1896 kamen dann ausgelöst durch den Klondike-Goldrausch über 100.000 Weiße in die Region und bei Tr’ochëk entstand Dawson, eine Goldgräberstadt mit zeitweise über 40.000 Einwohnern.
Der Goldrausch wirkte sich dabei auch auf die traditionelle Landnutzung, das Siedlungsmuster sowie die Wirtschaft der Tr’ondek Hwech’in aus und führte bei ihnen zu teilweise dramatischen Veränderungen. Die Weltkulturerbestätten sollen die Erinnerung an das damit verbundene Leid, die Enteignung und Marginalisierung der indigenen Bevölkerung, aufrechterhalten.
Im Jahr 2023 erklärte die UNESCO während der 45. Session des Welterbekomitees in Riad die acht einzelnen Gebiete unter dem Titel „Tr’ondëk-Klondike“ zum Weltkulturerbe.

## Liste der Einzelstätten
| Bezeichnung                                     | Fläche in ha | Pufferzone in ha | Beschreibung |
| ----------------------------------------------- | ------------ | ---------------- | --- |
| Fort Reliance (Standort)                        | 1,6          | 1,4              | Ein Handelsposten der Alaska Commercial Company. |
| Ch’ëdähdëk (Forty Mile) (Standort)              | 40,1         | 10,8             | Ein Lagerplatz der Tr’ondek Hwech’in First Nation an dem ein Handelsposten der Alaska Commercial Company entstand.                                                                     |
| Ch’ëdähdëk Tth’än K’et (Standort)               | 2            | 2                | Grabstätten der Tr’ondek Hwech’in. |
| Fort Cudahy/Fort Constantine (Standort)         | 37           | 7,75             | Ein Handelsposten der North American Trading & Transportation Company (Fort Cudahy), an dem nach Aufgabe desselben ein Fort der North West Mounted Police entstand (Fort Constantine). |
| Tr’ochëk (Standort)                             | 49           | 6,5              | Ein traditioneller Fischplatz der Hän am Zusammenfluss von Klondike und Yukon. |
| Dawson (Standort)                               | 181,5        | 16,8             | Eine Siedlung die 1896 während des Klondike-Goldrauschs gegründet wurde. |
| Jëjik Dhä Dënezhu Kek’it (Moosehide) (Standort) | 13,6         | 4,3              | Ein Versammlungsplatz verschiedener athabaskischer Gruppen. |
| Tthe Zrąy Kek’ìt (Black City) (Standort)        | 9,7          | 4,3              | Ein Siedlungsplatz der Hän. |
| Quelle: Welterbekomitee                         |              |                  | |